# Vũ Uy
Vũ Uy (Chữ Nho: 武威; ? – 1424), hay Lê Uy (黎威), là một trong những khai quốc công thần nhà Hậu Lê trong lịch sử Việt Nam.

## Tiểu sử
Có giả thuyết cho là Vũ Uy là cháu bốn đời của Phò mã đô uý Hưng Mỹ hầu Vũ Trung Khái ở thôn Hương Trù, ấp Tô Xuyên (nay là thôn Tô Đàm, xã An Mỹ, huyện Quỳnh Phụ, tỉnh Thái Bình). Năm 1399, khi Hồ Quý Ly chuẩn bị soán ngôi, ông cùng 12 tông thất nhà Trần chạy về trang Tô Xuyên nhằm mưu đồ khôi phục cơ nghiệp nhà Trần. Đến khi quân Minh sang xâm lược, Trần Nguyên Hãn khi giả trang làm người bán dầu đã qua trang Tô Xuyên liên lạc với Vũ Uy và Trần Cẩn.
Ngày 29 tháng 2 năm 1399 (âm lịch), ông rời tổng Tô Xuyên vào Lam Sơn định cư ở thôn Thụ Mệnh, làm gia thần cho Lê Lợi Tham gia sự nghiệp khởi nghĩa cùng ông trong thôn còn có Trương Lôi, Trương Chiến, Phạm Lật, Lê Cẩm, Lê Văn Lễ và Lê Vũ Bị. Vũ Uy cùng Trương Chiến được giao cho phụ trách cày ruộng ở xứ Phật Hoàng, cùng với cha con Ngô Kinh, Ngô Từ đảm bảo vấn đề lương thực cho nghĩa quân Lam Sơn.
Năm 1416, Lê Lợi cùng các chiến hữu tổ chức cắt máu ăn thề tại hội thề Lũng Nhai. Vũ Uy là một trong 18 người tham gia hội thề. Năm 1418, Lê Lợi khởi binh, ông tham gia nhiều trận đánh lớn nhỏ ở Thanh Hóa, lập nhiều chiến công. Năm 1424, Lê Lợi nghe theo sách lược của Nguyễn Chích, tiến vào Nghệ An. Ông được cử làm tiên phong triệt hạ đồn Đa Căng do Lương Nhữ Hốt chỉ huy để mở đường cho nghĩa quân, mặc dù thắng lợi nhưng ông lại chủ quan dẫn quân đi xa truy kích quân địch nên hy sinh.
Sau khi nhà Lê sơ thành lập, Lê Thái Tổ truy tặng Vũ Uy tước Thiếu úy Tuy quốc công cùng quốc tính (họ Lê). Phu nhân của ông là bà Lương Thị Ngọc, sinh hạ ba con trai là Vũ Lực, Vũ Phấn, Vũ Lại.
Tại thôn Tô Đàm, xã An Mỹ, huyện Quỳnh Phụ, tỉnh Thái Bình ngày nay, các hậu duệ họ Vũ đã lấy ngày ông rời quê hương (ngày 29 tháng 2 âm lịch) làm ngày Tế Xuân để tưởng nhớ công ơn của ông.
Hiện mộ và đền thờ Vũ Uy tọa lạc tại huyện Nông Cống, tỉnh Thanh Hóa.